# Touzac, Lot
Touzac là một xã thuộc tỉnh Lot trong vùng Occitanie phía tây nam nước Pháp. Xã này nằm ở khu vực khúc cua sông Lot, có nhiều toà nhà từ thập niên 1840 và 1850 sau khi có nhà máy luyện kim ở Fumel gần đó. Ngày nay xã này là một địa điểm du lịch.